# Olympische Winterspiele 1972/Teilnehmer (Mongolei)
| Gelbes Symbol für Goldmedaillen mit stilisierten Olympischen Ringen | Graues Symbol für Silbermedaillen mit stilisierten Olympischen Ringen | Braundes Symbol für Bronzemedaillen mit stilisierten Olympischen Ringen |
| ------------------------------------------------------------------- | --------------------------------------------------------------------- | ----------------------------------------------------------------------- |
| —                                                                   | —                                                                     | —                                                                       |

Die Mongolei nahm an den Olympischen Winterspielen 1972 im japanischen Sapporo mit einer Delegation von vier Männern teil, je zwei im Langlauf und im Eisschnelllauf. Der Eisschnellläufer Luwsanscharawyn Tsend wurde als Fahnenträger der mongolischen Mannschaft zur Eröffnungsfeier ausgewählt.

## Teilnehmer nach Sportarten

### Eisschnelllauf
Herren:
- Luwsanlchagwyn Daschnjam
500 m: 28. Platz – 42,86 s
1500 m: 38. Platz – 2:20,42 min
- Luwsanscharawyn Tsend
5000 m: 28. Platz – 8:30,47 min
10.000 m: 24. Platz – 17:15,34 min

### Ski Nordisch

#### Langlauf
Herren:
- Dandsangiin Narantungalag
15 km: 56. Platz – 52:06,18 min
30 km: 51. Platz – 1:51:29,88 h
- Namsrain Sandagdordsch
15 km: 57. Platz – 52:48,54 min
30 km: 52. Platz – 1:52:14,67 h

## Weblink
- Mongolische Olympiamannschaft 1972 in der Datenbank von Sports-Reference (englisch; archiviert vom Original)